# Mario Romano
Mario Romano (Roma, 1898 – 22 giugno 1987) è stato un architetto italiano.

## Biografia
Figlio di Luigi e di Colomba Rita Laugnasco nasce a Roma il 15 dicembre 1898. Il padre avvocato è direttore generale del Fondo di Beneficenza e Religione del Ministero di Grazia e Giustizia e dei Culti. Il suicidio del fratello sconvolge l'ancora giovane Mario che rimane unico sostegno dei genitori, in particolare della madre, rimasta vedova nel 1942.
Studia architettura a Roma; fra i suoi compagni di corso si ricordano i nomi di Adalberto Libera, Giuseppe Marletta e Luigi Vietti. Si laurea nel 1928 con un progetto per una casa d'abitazione con cinematografo in periferia e, nello stesso anno, si presenta al Politecnico di Milano per sostenere l'esame di stato.
Nel 1930 sposa a Novara la padovana Maria Caizzi; dal loro matrimonio non nascono figli.
Dopo l'iscrizione nel maggio del 1932 all'Albo degli architetti di Roma e del Lazio con il numero 167, inizia la sua attività professionale partecipando a numerosi concorsi promossi dal regime fascista. Partecipa al primo concorso bandito dal Sindacato nazionale degli architetti per le chiese della diocesi di Messina insieme con Ernesto Lapadula e Morabito. Al loro progetto per la chiesa in località Castroreale Bagni è asseganto il primo premio. Per quello denominato Cinque chiese, cui partecipa solo con Lapadula ottiene il primo premio ex aequo con Mario Ridolfi.
Nel medesimo anno, il Gruppo 5, formato da Romano, Lapadula, Ridolfi, Cafiero e Rossi, invia al quotidiano "Il Tevere" un programma progettuale che comprende sette proposte per le nuove costruzioni sulla via dell"Impero". 
Nel concorso per le Preture del 1933, Romano vince il secondo premio con il progetto per il quartiere Nomentano. Contemporaneamente partecipa con l'ingegnere Vittorio Albani, al concorso per la nuova sede del Consiglio provinciale dell'Economia corporativa di Teramo (secondo premio ex aequo).
Da quell'anno Romano inizia la sua collaborazione con l'Enapi, alla cui direzione è Guerrini. Espone i suoi soggetti alla V e VI Triennale di Milano, alla XIX e XXI Biennale di Venezia (1934 e 1938) e alla Prima Esposizione internazionale dell'artigianato a Berlino (1938).
Nel biennio 1935-36 progetta con Guerrini la Casa del fascio di Forlì e collabora all'allestimento della Mostra dell'Istruzione tecnica al Palazzo dell'Esposizioni di Roma. In quell'occasione Romano incontra Ernesto Lapadula. I due giovani architetti si associano allora con Guerrini e insieme firmano nel 1937 il progetto che vince il concorso nazionale indetto dall'Ente autonomo dell'Esposizione universale di Roma per il Palazzo della Civitlà Italiana.
Per la Mostra del Dopolavoro, allestita nel maggio del 1938 a Circo Massimo, Romano realizza con Ernesto Lapadula la Casa dell'Ospitalià. Nel novembre dell'anno successivo, ancora insieme, disegnano il Padiglione Minerali vari nella Mostra autarchica del Minerale italiano. Nel 1940, con il motto S79, il gruppo Guerrini, Lapadula e Romano partecipa al concorso per la Casa del fascio a Verona; inoltre, in occasione della Mostra triennale delle Terre italiane d'olremare a Napoli, Romano affianca Lapadula e Guerrini nell'esecuzione di vari padiglioni.
In quel periodo Romano è sicuramente associato, come confermato da una lettere della moglie al collega Guerrini. 
Nel decennio 1948-58 Romano va a vivere a Marchirolo in provincia di Varese, dove stenta a mantenersi. Già nel 1948 Guerrini lo invia a riprendere la fraterna collaborazione con un progetto di cinque appartamenti. La proposta lo rende felice perché in quel momento è sul punto di accettare, a malincuore, un'offerta che gli arriva dall'Argentina. Alcuni progetti, elencati nel curriculum vitae presentato al primo concorso biennale per la formazione dell'Albo nazionale dei progettisti per il programma decennale di alloggi per lavoratori (1964) appartengono a questo periodo: residenze finanziate dal programma Unrra-Casas a Pontecorvo (1950) e nel Polesine (1953); abitazioni, uffici e industrie a Biella, Pollone e Arona; interventi Incis a Cagliari (1950) e ad Alessandria (1951).
Infine Romano decide di rientrare a Roma; va ad abitare all'EUR in viale Pasteur, all'ombra di quel palazzo che ha progettato vent'anni prima e dove, chiamato da Guerrini, rientra per l'allestimento della Mostra degli Istituti e scuole tecniche agrarie e della Mostra dell'Agricoltura, in occasione dell'EA53.
Già prima del trasferimento nella Capitale ha ripreso la collaborazione con lo studio Lapadula, diretto a questo punto da Attilio Lapadula dopo la partenza di Ernesto per l'Argentina.
Con il gruppo Lapadula, Poggiolini, Agostini e Ceschi, Romano lavora a diversi progetti Ina Casa: a Marchirolo (1953), a Gavirate (1957), ad Abbadia San Salvatore (1958), al Quartiere coordinato di Treviso (1959) e a Ferrandina (1962).
Si occupa anche di alcuni progetti per l'Incis: a Mestre (1950) e in via della Pisana a Roma (1960); collabora al progetto per la Borgata San Cesareo a Salerno (1954); ai concorsi per il palazzo della Regione siciliana (1954, primo premio), per il palazzo della Democrazia Cristiana all'EUR (1956), alla progettazione dell'edificio per uffici dell'INA (1959, lotti 501-502) sempre all'EUR.Conclude la sua collaborazione con lo studio con due progetti di edilizia privata a Roma (1961), in via Arcione e in via Santa Maria e, con la progettazione di una clinica di malattie infettive a Padova (1962).
Nel 1959 ha modo di collaborare al concorso-appalto per lo scalo aeroportuale di Fiumicino e per l'Istituto dei sordomuti a Roma. Nel 1960 vince il primo premio al concorso per la Biblioteca monumentale Battle a Montevideo (Uruguay).
Lavora anche per diversi progetti a Fano: una scuola media e un liceo-ginnasio (ancora con Attilio Lapadula), l'Istituto professionale marittimo (1960) e il restauro del Palazzo Gabrielli (1962).
Non abbandona mai la collaborazione con l'Enapi; espone oggetti alla IX, X e XII Triennale di Milano e partecipa nel 1965 alla Mostra di Arte sacra a Pisa.
Nell'ottobre 1971 si dimette dall'Albo degli architetti. Nel 1976 si sposta ad Arona. Prima di morire il 22 giugno 1987 decide di distruggere il suo archivio salvando solo i libri, donati alla biblioteca comunale di Arona.
| Controllo di autorità | VIAF (EN) 36862458 · ISNI (EN) 0000 0000 4894 129X · ULAN (EN) 500226928 · LCCN (EN) nr2003019964 |